# Tres Leguas
Tres Leguas es una localidad del municipio malagueño de Cártama. Se encuentra a las afueras de éste, a medio camino entre el pueblo y Pizarra. Dista unos 18 kilómetros de Málaga capital hacia el oeste. Obtiene este nombre por estar a la distancia de 3 leguas de Málaga centro.
se encuentra en pleno Valle del Guadalhorce, resguardado tras de sí por la Sierra de Cártama. Está situado sobre una llanura a unos 30 m s. n. m., limita al oeste con Estación de Cártama, al este con el término municipal de Pizarra, al sur con la localidad Cortijo Ratón y al norte con la localidad Cortijo Paco Pérez, ambas del mismo municipio.
A menos de un kilómetros hacia el sur pasa el cauce del río Guadalhorce.
Su economía se basa en el cultivo de cítricos y la ganadería caprina.

## Transporte público y comunicaciones
Cártama está integrada en el Consorcio de Transporte Metropolitano del Área de Málaga, comunicada por varias rutas de autobuses interurbanos en su territorio. Algunas de ellas prestan servicio en la localidad de Tres Leguas. Pueden consultarse en el siguiente enlace
- Datos: Q6152174